# همة شان
همة شان (بالإنجليزية: Hameh Shan)‏ هي مستوطنة تقع في قسم اجارود الشرقي الريفي في إيران. يقدر عدد سكانها بـ 157 نسمة .